# برنارد چومی
برنارد چومی (به انگلیسی: Bernard Tschumi) (متولد ۲۵ ژانویهٔ ۱۹۴۴) معمار، نویسنده و استاد اهل سوییس و متولد شهر لوزان است. عموماً او را پیرو مکتب ساختارشکنی می‌دانند. و اصول طراحی معماری او بر پایه پیروی از تقابل های دوتایی و بر اساس تفکرات دلوز است.

## زندگی‌نامه
برنارد فرزند ژان چومی معمار شناخته‌شدهٔ سوییسی و مادری فرانسوی است. او تحصیلاتش را در پاریس و مؤسسه فناوری فدرال زوریخ گذرانده و اکنون در نیویورک و پاریس زندگی می‌کند.

## ترجمه آثار به فارسی
- لذت معماری، در کتاب نظریه‌ها و مانیفست‌های معماری معاصر، تدوین چارلز جنکز و کارل کروپف، ترجمه احسان حنیف، نشر فکر نو، ۱۳۹۷.
- رونوشت‌های معماری، در کتاب نظریه‌ها و مانیفست‌های معماری معاصر، تدوین چارلز جنکز و کارل کروپف، ترجمه احسان حنیف، نشر فکر نو، ۱۳۹۷.
- معماری و انفصال، ترجمه حسام عشقی صنعتی و مرتضی نیک‌فطرت، نشر فکر نو، ۱۳۹۸.